# Samuel Mbangula
Samuel-Germain Kinduelu Mbangula Tshifunda (Bruselas, 16 de enero de 2004), más conocido simplemente como Samuel Mbangula, es un futbolista belga que juega de extremo para el Werder Bremen de la Bundesliga.

## Biografía
Tras empezar a formarse como futbolista en las categorías inferiores de la Juventus F. C., finalmente fue convocado por el primer equipo en la temporada 2024-25, haciendo su debut el 19 de agosto de 2024 en la Serie A contra el Como 1907 siendo titular, disputando todos los minutos del encuentro y anotando un gol. Su debut en la Liga de Campeones de la UEFA se produjo el 5 de noviembre de 2024 contra el Lille O. S. C. Durante la campaña disputó un total de 32 encuentros, en los que marcó cuatro goles y dio cinco asistencias, y en julio de 2025 fue traspasado al Werder Bremen.

## Clubes
| Club              | País     | Año       | Partidos | Goles |
| ----------------- | -------- | --------- | -------- | ----- |
| Juventus Next Gen | Italia   | 2023-2024 | 25       | 2     |
| Juventus F. C.    | Italia   | 2024-2025 | 32       | 4     |
| Werder Bremen     | Alemania | 2025-     |          |       |